# Derk Sauer
Derk Erik Sauer (Amsterdam, 31 oktober 1952 – Domburg, 31 juli 2025) was een Nederlandse journalist en uitgever. Hij ontpopte zich van links-activistische maoïst tot een onorthodoxe mediaman en multimiljonair met internationale invloed.
In de jaren zeventig en tachtig maakte hij naam als journalist en hoofdredacteur in Nederland, onder meer bij Nieuwe Revu. In 1989 verhuisde hij naar Moskou, waar hij The Moscow Times oprichtte en met zijn uitgeverij Independent Media uitgroeide tot een toonaangevende speler in de Russische mediamarkt, met Russische edities van Cosmopolitan, Playboy en Esquire. Onder steeds moeilijker wordende politieke omstandigheden speelde hij een belangrijke rol in de ontwikkeling van onafhankelijke journalistiek in Rusland.

## Levensloop

### Jeugd
Sauer is een van de vier kinderen van Hendrik Christiaan Sauer (1914–1976) en Eveline Elizabeth Maria Tazelaar (1921–2016). Behalve een tweelingzus heeft hij twee oudere broers. Zijn vader was directeur van een pensioenfonds. Zijn moeder was een volle nicht van verzetsstrijder en Engelandvaarder Peter Tazelaar. Sauer werd geboren in de Stalinlaan (in 1956 omgedoopt tot Vrijheidslaan) in Amsterdam-Zuid. Het gezin met een remonstrantse achtergrond verhuisde in 1953 naar het Linnaeushof in Amsterdam-Oost en in 1962 naar Amstelveen.
Als 14-jarige richtte Sauer de Actiegroep voor de Wereldvrede op en organiseerde hij een demonstratie in Amstelveen tegen de Russische inval in Tsjecho-Slowakije. In 1968 sloot hij zich aan bij het Marxistisch-Leninistisch Centrum Nederland (MLCN). Een jaar later deed hij eindexamen aan de hbs aan het Casimir Lyceum in Amstelveen en werkte hij als scholier voor regisseur Gied Jaspars bij het VPRO-programma Morgen.  Na een korte periode als werknemer van de kauwgomfabriek Maple Leaf ging hij definitief de journalistiek in. Derk Sauer kwam nadat hij op zijn zeventiende een discussieavond over 'het kapitalistische systeem met zijn machts- en gezagsstructuur' had georganiseerd, in het vizier van de Binnenlandse Veiligheidsdienst en werd bijna twintig jaar gevolgd en afgeluisterd.

### Loopbaan

#### Journalist in Nederland
Sauer begon zijn journalistieke carrière bij De Tribune, het partijblad van KEN (ml) (een voorganger van de Socialistische Partij), toen Koos van Zomeren daar hoofdredacteur was.
In 1970 vertrok Sauer op 19-jarige leeftijd naar Noord-Ierland om verslag te doen van The Troubles voor onder andere VPRO-radio en De Groene Amsterdammer. In Belfast huurde hij een kamer bij de lokale commandant van de IRA in de New Lodge Road, een IRA-bolwerk, en smokkelde hij wapens voor de IRA.
Vanaf circa 1972 was hij als burger bestuurslid van de Vereniging van Dienstplichtige Militairen (VVDM). In het bestuur zat tevens Boudewijn Poelmann en samen met Fons Burger was Sauer verantwoordelijk voor het maandblad Twintig van de VVDM, dat omgebouwd werd tot een actiekrant in tabloidstijl. Vanaf 1975 schreven Sauer en Burger voor het weekblad Nieuwe Revu. Ook richtten ze samen met Adriaan Monshouwer Tilt Film op en maakten ze met Bob Visser het VPRO-tv-programma NEON. Voor BBC Panorama reisden ze van Hanoi naar Saigon, filmden ze in Koerdistan en bij de Rode Khmer in Cambodja en produceerden ze de documentaire Een Koninkrijk voor een Huis over de krakersrellen tijdens de inhuldiging van koningin Beatrix.

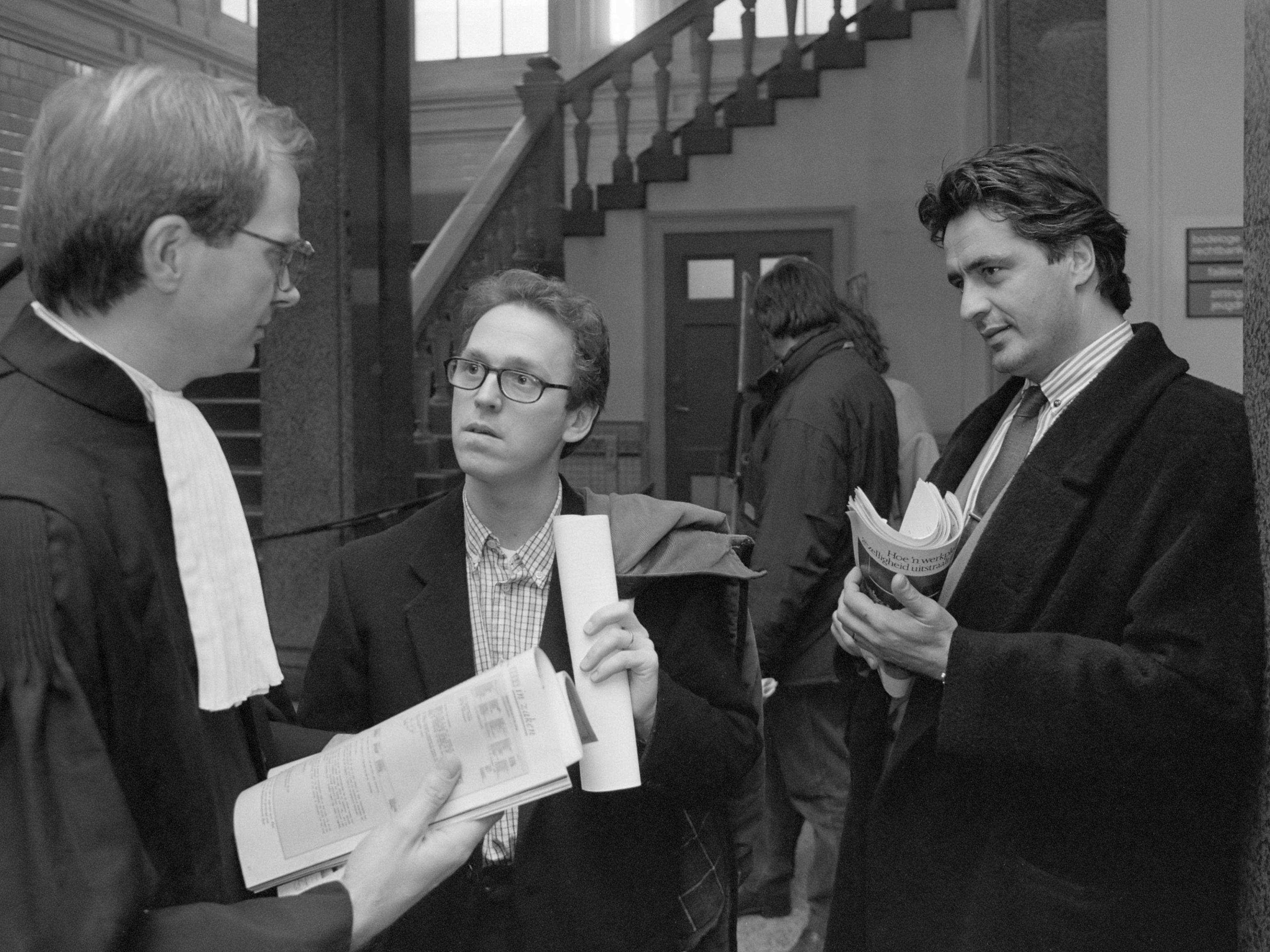
Mr. Boukema, Derk Sauer en Pieter Storms (1989)

Van 1982 tot 1989 was Sauer hoofdredacteur van Nieuwe Revu. Onder zijn leiding sloten ook bekende journalisten, columnisten en striptekenaars zoals Frits Barend, Henk van Dorp, Boudewijn Büch, Henk Spaan, Ischa Meijer, Karel Glastra van Loon, Gerrit de Jager en Erwin Olaf zich aan.

#### Russische periode
Eind 1989 vertrok Sauer met zijn vrouw Ellen Verbeek en hun jonge zoon op uitnodiging van de Verenigde Nederlandse Uitgeverijen (VNU) naar Moskou om een joint venture op te zetten met de Moskouse afdeling van de Russische journalistenbond. Doel was het eerste Russische glossy-tijdschrift Moscow Magazine te lanceren. Zijn Russische collega’s bleken, aldus Sauer, geen journalisten maar KGB-agenten. In 1992 trok VNU zich terug uit Rusland en besloten Sauer en zijn zakenpartner Annemarie van Gaal te blijven. Samen met de Novamedia Group richtten zij de uitgeverij Independent Media op. In dat jaar begon de uitgave van het Engelstalige dagblad The Moscow Times. Aanvankelijk was de krant gratis, maar toen de krant overging naar betaalde abonnementen, maakten Sauer en van Gaal ondanks zijn populariteit nog steeds verlies. Van Gaal sloot daarop een joint venture met Hearst voor het uitgeven van de Cosmopolitan in het Russisch. Ellen Verbeek werd mede-hoofdredactrice. Er werden ook Russische versies van Playboy, FHM, Harper's Bazaar, Good Housekeeping, Esquire en Men's Health uitgegeven, waardoor Independent Media uitgroeide tot een internationaal multimediabedrijf en zelfs marktleider in Rusland.
Vanaf 9 maart 1991 schreef Sauer wekelijks een column voor Het Parool over zijn belevenissen in Rusland. Zijn laatste column in deze Nederlandse krant verscheen op 27 juni 2025.
In 1999 lanceerde Sauer, in samenwerking met de Financial Times en The Wall Street Journal, de Russische zakenkrant Vedomosti. Deze krant groeide uit tot een invloedrijk platform voor zakelijke berichtgeving en onafhankelijke journalistiek in Rusland.
In 2005 verkocht hij Independent Media voor een bedrag van 142 miljoen euro aan de Finse uitgever Sanoma. Datzelfde jaar richtte hij in Nederland de uitgeverij Nieuw Amsterdam op, waarmee hij zich richtte op literaire non-fictie en journalistieke publicaties. Zijn aandeel van 50 procent verkocht hij in 2014 aan de Novamedia Group.
In 2007 startte Sauer samen met Frits Barend, Ruud Hendriks en Pieter Storms "Het Gesprek", een tv-zender die uitsluitend uit het interviews en debatten bestond.
In januari 2010 kocht Sauer samen met de investeringsmaatschappij Egeria de titels NRC Handelsblad en nrc.next van PCM Uitgevers. Vanwege Sauers bemoeienis met de inhoudelijke koers van de redactie zegde Birgit Donker haar functie als hoofdredacteur van NRC Handelsblad per 1 juli 2010 op. Sauer was ervan overtuigd dat dagbladen geen rol meer vervulden in het brengen van nieuwsfeiten, omdat andere media daarin sneller zijn, maar meer achtergrondinformatie moesten geven. Sauer werd in 2014 door de hoofdaandeelhouder Egeria uit de raad van commissarissen gezet.
In 2012 werd Sauer door liberale oligarch Michail Prochorov gevraagd om leiding te geven bij zijn mediabedrijf RBK. Sauer creëerde een nieuw team onder leiding van journalist Liza Osetinskaya, waarmee hij eerder al bij Vedomosti samenwerkte. De nieuwe koers van RBK trok veel lezers, maar Het Kremlin voerde de druk op bij eigenaar Prochorov om in te grijpen. In 2015 trad Sauer af als directeur van RBK en werd hij vicepresident van moederbedrijf Onexim.
Na de publicatie van de "Panama Papers" en Poetins rol daarin in RBK in 2016, vielen gemaskerde agenten kantoren van Prochorov binnen en namen stapels documenten mee. In verschillende Russische media werd vervolgens gemeld dat er een fraudeonderzoek naar Sauer gaande was. De fraude zou hebben plaatsgevonden tijdens een aandelentransactie in 2014. Sauer deed het verhaal af als "lariekoek". Volgens hem zouden de Russische autoriteiten mogelijk niet blij zijn met de berichtgeving van zijn mediabedrijven. "Op het moment dat ze een bedrijf of persoon vervelend vinden, rakelen ze gewoon een of andere zaak op. Op deze manier zijn al duizenden ondernemers in de cel beland".
Sauer kocht in 2017 The Moscow Times terug. Op dat moment besloot hij meteen ook om volledig over te stappen naar digitaal uitgeven. Hij verwachtte geen geld met het project te verdienen en zag het op de eerste plaats als een bijdrage aan de persvrijheid in Rusland.
In 2020 begon Sauer samen met journalisten van Vedomosti een nieuw Russisch businessplatform, VTimes. VTimes werd al in 2021 door de Russische autoriteiten bestempeld als "buitenlandse agent".

#### Terugkeer in Nederland
In maart 2022, een paar weken na de start van de Russische invasie in Oekraïne, week Sauer samen met collega's uit naar Amsterdam. The Moscow Times kreeg onderdak bij DPG Media. Al snel sloten het onafhankelijke tv-station TVRain (Dozhd) en journalisten van het online kanaal Meduza zich aan. Daarmee groeide Amsterdam uit tot een vrijhaven voor onafhankelijke Russische journalistiek.
In januari 2025 begon Sauer samen met de Russische muziekjournalist Artemy Troitsky en collega Jennifer Duin een muzieklabel voor bands en artiesten die niet langer in eigen land mogen optreden.

### Persoonlijk
Sauer trouwde in 1985 met de journaliste Ellen Verbeek. Zij kregen drie zoons, onder wie journalist Pjotr Sauer. Vanaf 1989 tot 2022 woonde het gezin in Rusland, hoewel ze ook een woning in Amsterdam en later het landgoed Duinvliet in Domburg bezaten.
Bij wijze van hobby en in een kleine onderneming exporteerde Sauer superlichte wielen van koolstofweefsel ("carbon") voor sportfietsen, gemaakt van materiaal uit de Russische ruimte-industrie, naar het Westen. Hij werkte samen met Rini Wagtmans en sloot een contract met Shimano.
In juli 2025 liep Sauer bij een ongeluk met zijn zeilboot in Griekenland een dwarslaesie op. Ook zijn vrouw raakte gewond. Na behandelingen in ziekenhuizen in Athene en Amsterdam overleed Sauer op 31 juli 2025 op 72-jarige leeftijd in zijn huis in Zeeland aan de gevolgen van het ongeluk.
Sauer was vanaf de oprichting van de partij tot aan zijn overlijden lid van de Socialistische Partij. In een interview in de Volkskrant in 2022 gaf hij aan tevens lid te zijn van de Partij van de Arbeid en Volt, en pleitte hij voor een linkse progressieve samenwerking. In een radio-interview in 2021 vertelde hij dat hij in 2017 samen met de op dat moment ernstig zieke Eberhard van der Laan een manifest schreef voor een linkse samensmelting van PvdA, SP en GroenLinks, en deze thuis bij Van der Laan besprak met Lodewijk Asscher en Emile Roemer.

## Publicaties
- Dido Michielsen: Moscow Times. Het Russische avontuur van Derk Sauer en Ellen Verbeek. Amsterdam, Uitgeverij Nieuw Amsterdam, 2013. ISBN 9789046814727
- Derk Sauer: Typisch Russisch. Amsterdam, Uitg. Veen, 2001. ISBN 90-204-0456-3
- Derk Sauer & Ellen Verbeek: Tussen Russen. Berichten uit het dagelijks leven te Moskou. Weert, M&P Document, 1992. ISBN 90-6590-585-5
- Derk Sauer en Maurits Groen: Noord-Ierland, leven in verzet. Amsterdam, H-Blok/Armagh Komitee, 1983. Geen ISBN.
- Derk Sauer et al.: Het leger en de VVDM. Utrecht, VVDM, 1978. Geen ISBN.